# Evropská silnice E39
Evropská silnice E39 je evropskou silnicí 1. třídy. Začíná v norském městě Trondheim a končí v dánském Aalborgu. Celá trasa měří 1330 kilometrů, přičemž její většina vede po norském území. Trasa na území zejména Norska je celkem devětkrát přerušena vodní plochou a pro překonání je nutno použít trajekt.

## Trasa
- Norsko
  - Trondheim (), () – Orkanger – Vinjeøra – Halsa … Straumsnes – Krifast – Batnfjordsøra – Molde … – Vestnes – Skodje – Ålesund () … Volda … Nordfjordeid … Sandane – Førde – Lavik … Knarvik – Bergen () – Os … Stord – Sveio – Bokn … Rennesøy – Randaberg – Stavanger – Sandnes – Ålgård – Helleland – Flekkefjord – Lyngdal – Mandal – Kristiansand () …

- Dánsko
  - … Hirtshals – Hjørring – Aalborg ()

## Galerie

Trasa E39 v Norsku
Trasa E39 v Dánsku
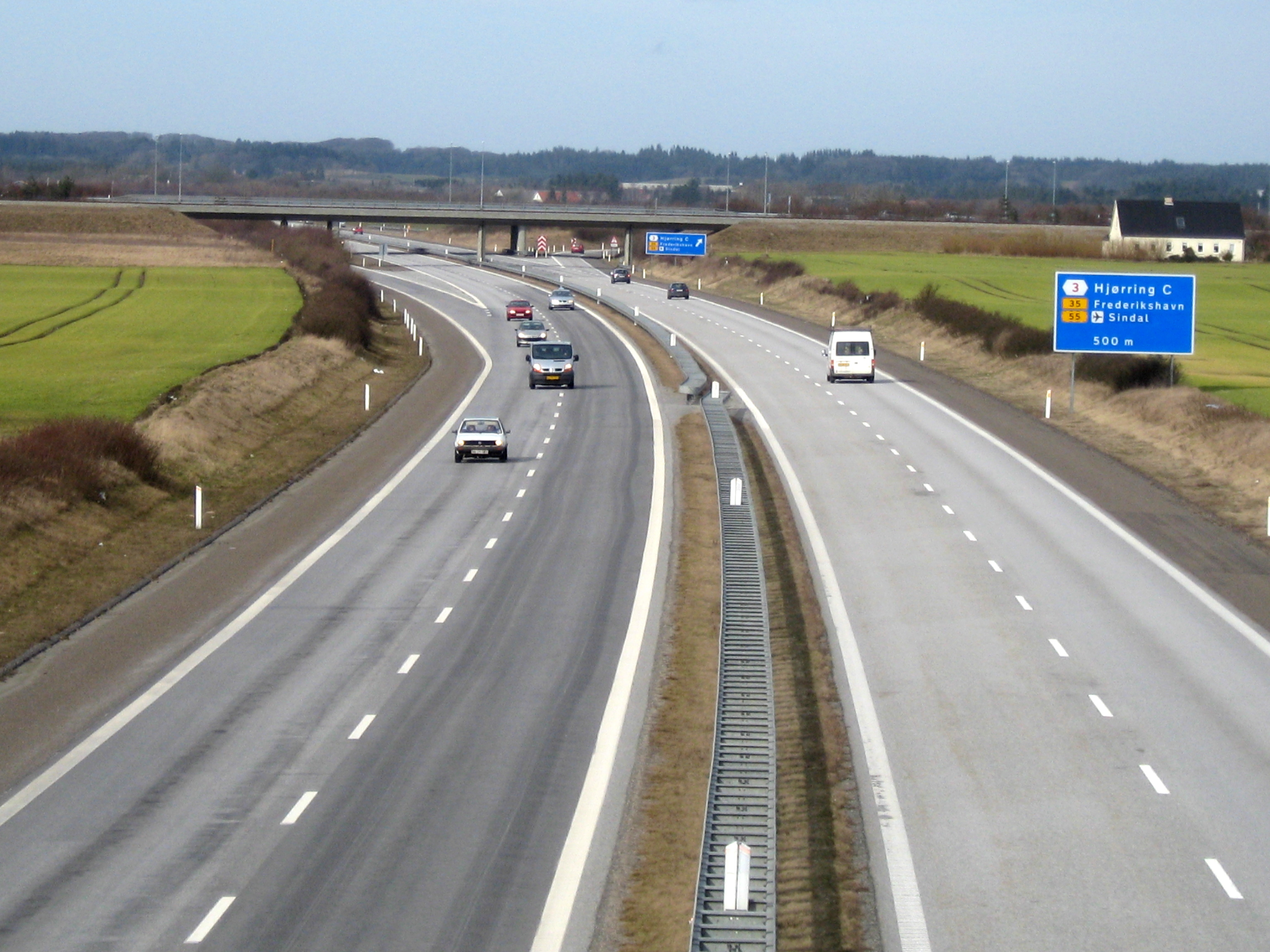
E39 v Dánsku
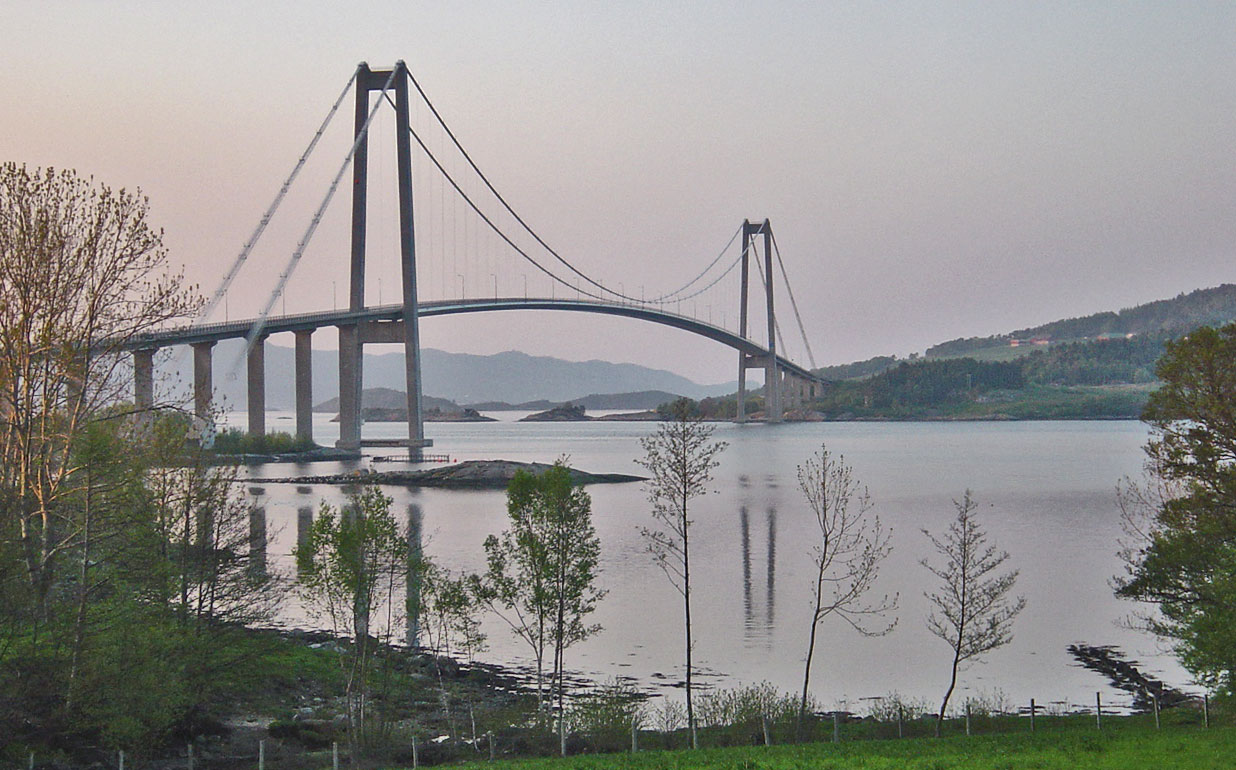
Gjemnessundský most, Norsko
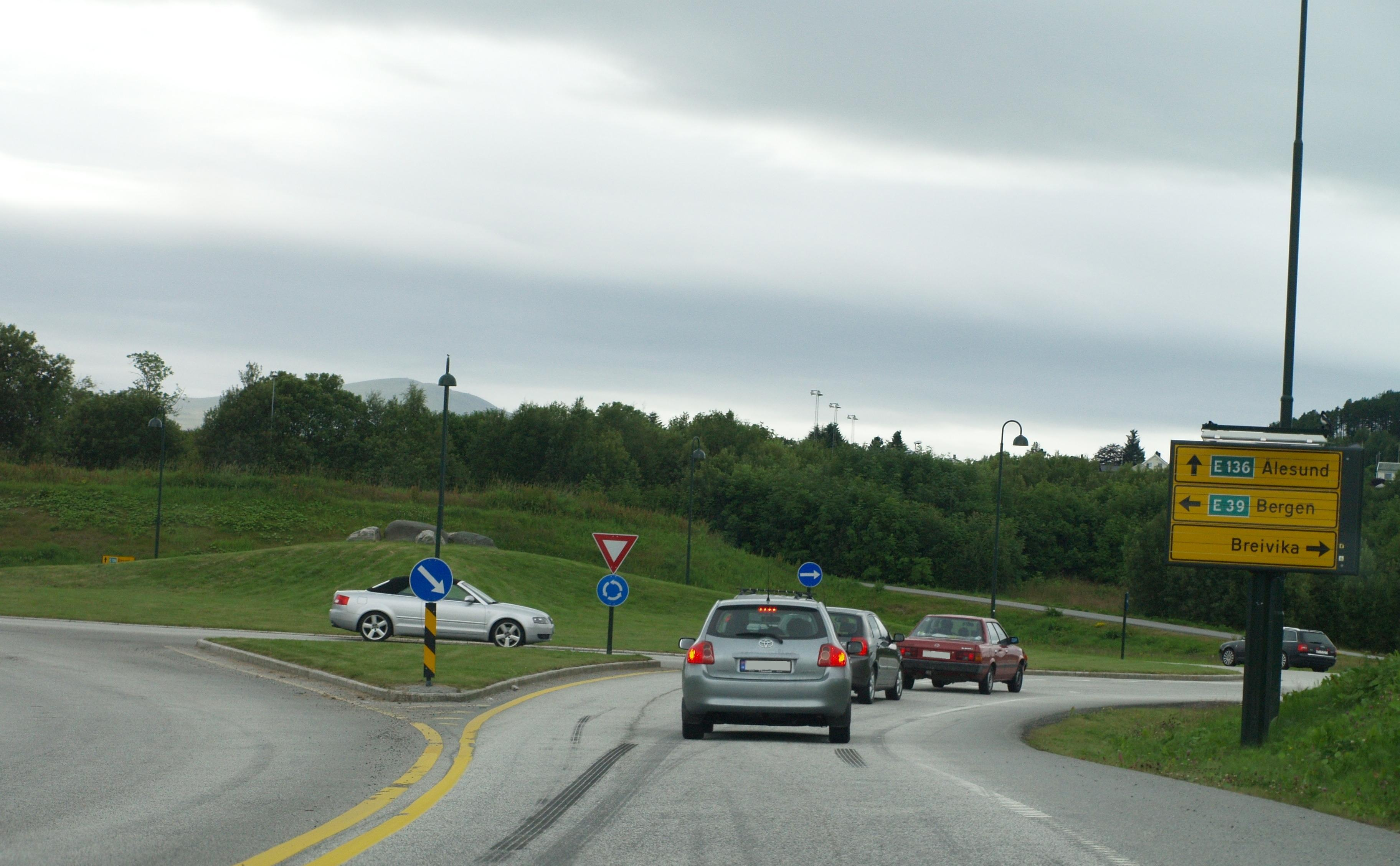
E39 v Ålesundu, Norsko
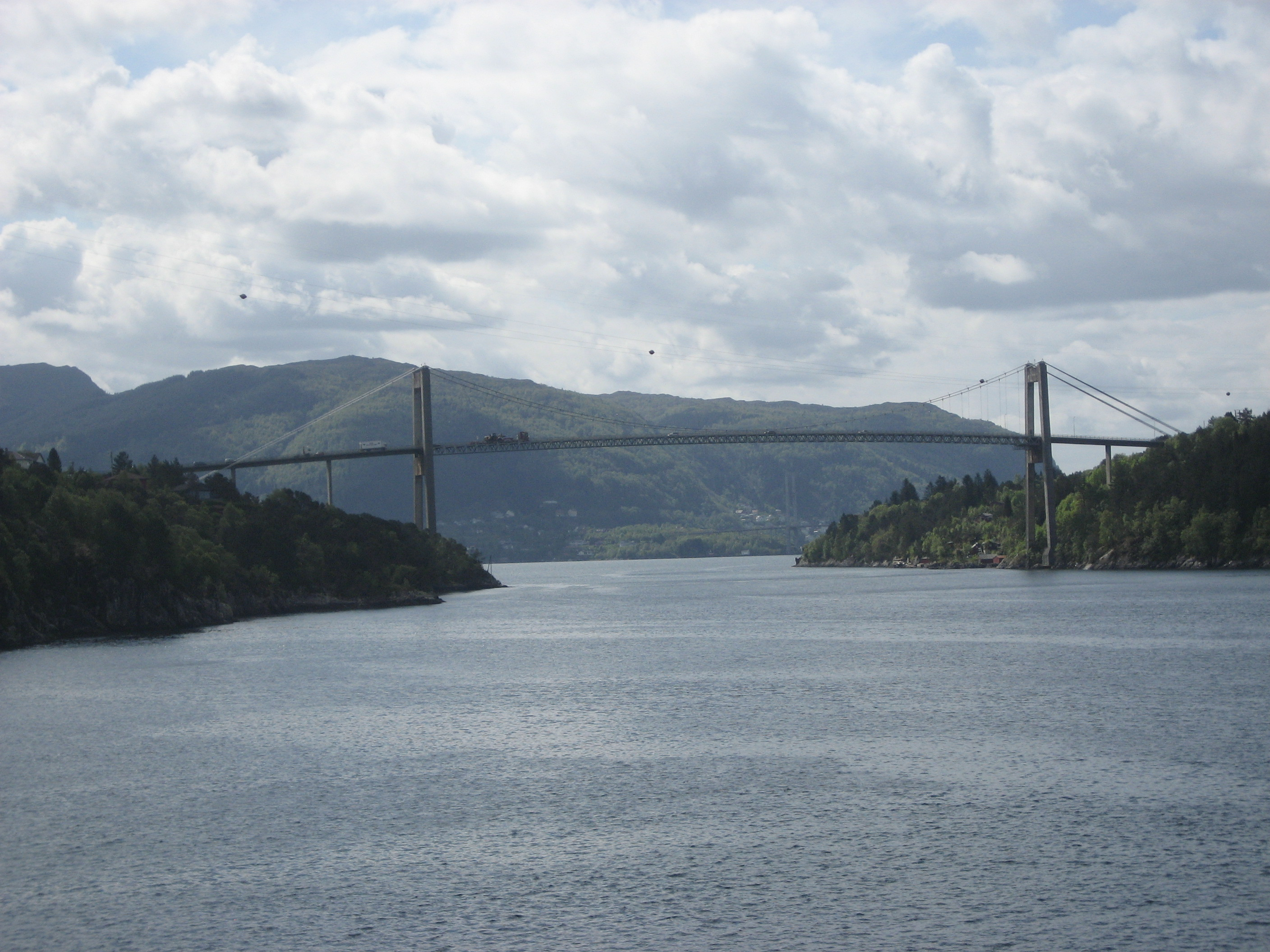
Hagelsundský most, Norsko
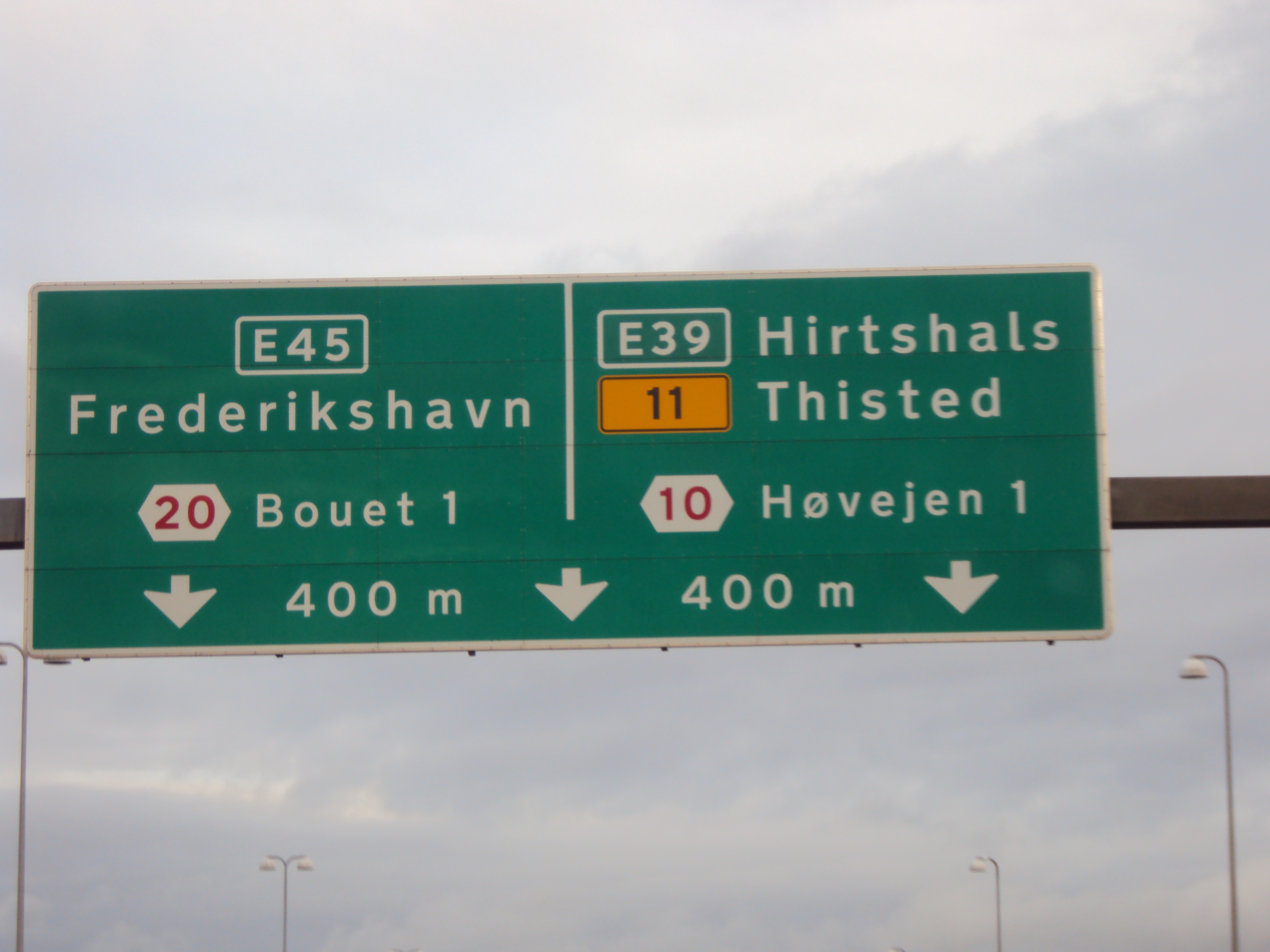
E39 v Dánsku